# 죽산면 (김제시)
죽산면(竹山面)은 대한민국의 전북특별자치도 김제시에 설치된 면이다.

## 개요
죽산면은 전국 제일의 미곡 생산지로서 서부로는 동진강이 굽이굽이 흐르고 중앙으로는 원평천이 유유히 흐르고 있어 영농과 관련된 관개수로가 발달되어 있으며, 조정래 작가의 소설 《아리랑》의 작품상 주무대이기도 하다.
서해안고속도로가 관통하고 있고, 국도 23호선 지방도 711호선이 종횡으로 면 중심부를 통과하고 있으며, 바다에 인접한 지리적 특성 때문에 지금은 공원으로 변한 쓰레기매립장과 오수분뇨처리장 등 환경관련 시설들이 유치되어 있다.

## 행정 구역
- 대창리
- 서포리
- 신흥리
- 연포리
- 옥성리
- 종신리
- 죽산리
- 홍산리

## 특산품
- 백구포도